# Knopaccordeon
Een knopaccordeon is het wat minder bekende zusje van het in Nederland meer gebruikelijke klavieraccordeon. De melodiekant (voor rechterhand) is hierbij uitgevoerd met 3, 4 of 5 rijen knoppen. Het knoppenklavier biedt twee grote voordelen ten opzichte van het pianoklavier:
- een knoppenklavier heeft minder ruimte nodig waardoor de spanwijdte voor een octaaf klein blijft.
- het is bijzonder eenvoudig om a vue te transponeren; domweg het verplaatsen van de hand is voldoende, althans als men daarbij niet buiten de begrenzing van het klavier komt.

```
         e   g   a#  c#  e
       d   f   g#  b   d
     c   d#  f#  a   c
   a#  c#  e   g   a# 
 g#   b   d   f  g#  
```

lay-out van een 5-rijige bes-greep (B-Griff) knoppenklavier
```
     a#  c#  e   g   a#  
       c   d#  f#  a   c  
         d   f   g#  b   d
           e   g   a#  c#  e
             f#  a   c   d#  f#
```

lay-out van een 5-rijige c-greep (C-Griff) knoppenklavier
```
     c   d#  f#  a   c
       c#  e   g   a#  c#
         d   f   g#  b   d
```

lay-out van een 3-rijige bes-greep knoppenklavier
```
     c   d#  f#  a   c
   b   d   f   g#  b
 a#  c#  e   g   a#
```

lay-out van een 3-rijige c-greep knoppenklavier
Hoewel een knopaccordeon uiterlijk lijkt op een trekzak is het wat speelmogelijkheden aangaat een verschillend instrument; een klavieraccordeon heeft daarentegen nagenoeg dezelfde mogelijkheden, alleen het klavier is anders. Een bijzondere variant van de knopaccordeon is de Russische bajan.